# Stelis perpusilla
Stelis perpusilla är en orkidéart som beskrevs av Célestin Alfred Cogniaux. Stelis perpusilla ingår i släktet Stelis och familjen orkidéer. Inga underarter finns listade i Catalogue of Life.